# یواس‌اس شیکاگو (سی‌ای-۲۹)
یواس‌اس شیکاگو (سی‌ای-۲۹) (به انگلیسی: USS Chicago (CA-29)) یک کشتی بود. این کشتی در سال ۱۹۳۰ ساخته شد.